# あの海を忘れない
『あの海を忘れない 〜若年性アルツハイマー病を支えて〜』（あのうみをわすれない・じゃくねんせいアルツハイマーびょうをささえて）とは、2011年2月6日14:00～15:25にテレビ朝日系列で放映された、単発スペシャルドラマである。
「第10回文芸社ドラマスペシャル」と銘打っている。原作『さいはてたい』の著者は株式会社ケア・ビューティフルの代表であり、関西一円で活躍するインディーズアーティスト松本誉臣（まつもとたかおみ）の楽曲「さいはてたい」がモチーフになっている。

## あらすじ
高円寺で古着屋を営む女が、恋人である年下のバンドマンと婚約する。初めて男の母親と出逢い、意気投合し、婚約の喜びに浮かれていた。しかし、男の母親の、若年性アルツハイマー型認知症の兆候により、愛が揺らぎ始める･･･

## 出演
- 高橋響子（古着屋「jurian」店主）：若村麻由美
- 堺仁（響子の婚約者）：綾野剛
- 堺睦美（仁の母）：萬田久子
- 居酒屋「熊野や」主人：小林稔侍
- 響子の店の店員：松永裕子
- 睦の主治医：佐藤旭
- 園田（介護施設職員）：野村信次
- 幼い日の仁：平林智志
- 仁のバンドメンバー：butterfly in the stomach

## スタッフ
- 原作：山本陽子著『さいはてたい』（文芸社刊）[1]
- 企画協力：文芸社
- 脚本：浅野妙子
- 演出：竹村謙太郎
- 演出補：河村毅、石井久、芦野広忠
- 医学監修：新井平伊
- プロデュース：小林由紀子、松島俊輔（電通）、島川博篤（テレビ朝日）
- 宣伝：豊島晶子（EX）
- 技術協力：フォーチュン
- 照明協力：Kカンパニー
- 美術協力：アックス
- 編集・MA：映広
- 劇中使用曲：butterfly in the stomach「ninety seven」
- 著者協力：松本誉臣　http://matsumototakaomi.com/
- 制作：テレビ朝日、電通